# هلمر غرين (باكينجهامشير)
هلمر غرين (بالإنجليزية: Holmer Green)‏ هي قرية تقع في المملكة المتحدة في إنجلترا. يقدر عدد سكانها بـ 4,077 نسمة .